# واين غاردنر
واين غاردنر (بالإنجليزية: Wayne Gardner)‏ مواليد 11 أكتوبر 1959 في ولونغونغ، هو متسابق دراجات نارية أسترالي سابق فاز ببطولة سباق الجائزة الكبرى للدراجات النارية. نافس في سباقات بطولة العالم لفئة 500 سي سي. كما شارك في لو مان 24 ساعة.

## البطولات
- سباق الجائزة الكبرى للدراجات النارية 1987

## روابط خارجية
- واين غاردنر على موقع DriverDB.com (الإنجليزية)
- واين غاردنر على موقع MotoGP.com (الإنجليزية)
- واين غاردنر على موقع قاعة أستراليا للمشاهير الرياضية (الإنجليزية)